# Benyllus
Benyllus is een geslacht van insecten uit de orde vliesvleugeligen (Hymenoptera) en de familie Ichneumonidae.

## Soorten
- B. celebicus Heinrich, 1934
- B. egregiscutellatus Heinrich, 1934
- B. geniatus (Tosquinet, 1903)
- B. nigricaput (Heinrich, 1934)
- B. nigrifacies Heinrich, 1934
- B. rufopictus Heinrich, 1934
- B. rufus Cameron, 1903
- B. satageus (Tosquinet, 1903)